# 徐一唯
徐一唯（1542年—？），字宗曾，號次省，湖廣黃州府蘄水縣人，軍籍，明朝政治人物。

## 生平
隆庆元年（1567年）丁卯科湖廣鄉試第七十三名。隆慶五年（1571年）登辛未科三甲第五十三名進士。吏部觀政，授萬載知縣，万历五年（1577年）升南京刑部主事，丁憂歸，九年复除户部，十二年升员外郎、郎中，十四年（1586年）接替黄兆隆任延平府知府。丁憂歸，十八年复除广东潮州府知府，二十二年七月升本省副使。
萬曆三十四年降为两淮运同，三十六年升本司运使，三十八年正月以考察冠帶閑住。

## 家族
曾祖徐紹禮，典實；祖父徐班；父徐文言，母姚氏。具庆下。弟一躍、一衢。